# Exploration électrophysiologique
Pour les articles homonymes, voir EEP.
L' exploration électrophysiologique (ou exploration électrophysiologique endocavitaire ou EEP) est un examen de cardiologie réalisé à l'aide de cathéters (ou sondes d'électrophysiologie de diagnostic) montés dans le cœur. Son objectif est de mettre en évidence des troubles de conduction, de localiser des voies de conduction accessoires, ou des foyers ectopiques en recueillant les signaux électriques cardiaques.
Elle peut être complétée par des tests médicamenteux et peut être le prélude à une section (ou ablation) de certaines structures cardiaques intervenant dans la genèse des troubles du rythme.

## Historique
Les premières explorations datent des années 1960 avec l'enregistrement de l'activité électrique du faisceau de His par voie intra-cardiaque.
En 1967, la stimulation de l'oreillette droite permet de déclencher et d'arrêter une tachycardie lors d'un syndrome de Wolff-Parkinson-White. La stimulation ventriculaire droite programmée, permettant de déclencher ou d'arrêter une tachycardie ventriculaire, fait son apparition vers le début des années 1970.
Les premiers traitements par voie endo-cavitaire datent du début des années 1980 avec la délivrance de chocs électriques détruisant le faisceau de His. On parlait alors de techniques de « fulguration » qui ont été appliqués dans les flutters auriculaires à partir de la fin des années 1980. L'utilisation d'un courant de radio-fréquence, permettant un échauffement électif d'une petite région du cœur, devient progressivement la norme après une première publication en 1987.

## Matériel
La réalisation d'une exploration nécessite l'introduction dans l'organisme du patient d'une ou plusieurs sondes, reliées à une console. Le placement des sondes nécessite un appareil de scopie permettant de visualiser en temps réel le positionnement de chacune d'entre elles au niveau des cavités cardiaques.

### Les sondes
Elles sont caractérisées par le nombre d'électrodes situées à leur extrémité. On parle ainsi de sondes bipolaires (deux électrodes), quadripolaires (quatre), décapolaires… Elles sont disponibles en plusieurs diamètres, avec différentes formes à leur extrémité. Elles sont d'usage unique et stérile. Elles sont reliées à la console d'électrophysiologie par l'intermédiaire d'un câble.
Certaines sondes disposent d'une courbure qui peut varier grâce à une manette et faciliter ainsi une mise en place précise.

### La console d'électrophysiologie
Il s'agit d'une console informatique permettant d'amplifier, de filtrer, de stocker et d'afficher le signal électrique recueilli par les différentes sondes.
L'affichage simultané de plusieurs signaux avec une vitesse de défilement pouvant aller jusqu'à 200 mm/s permet de bien analyser la chronologie des différents événements électriques et de mesurer les différents temps avec une précision de quelques millisecondes.
La console est couplée avec un boîtier de stimulation qui permet de délivrer de brèves impulsions électriques au niveau de l'une des électrodes en place suivant un protocole établi (fréquence de stimulation, nombre d'impulsions et prématurité d'une ou plusieurs d'entre elles).

### Autres
L'une des complications de l'examen pouvant être la survenue d'un arrêt cardiaque par fibrillation ventriculaire, un dispositif de réanimation doit être prêt, comprenant un défibrillateur branché et prêt à l'emploi.

## Réalisation
Les modalités peuvent varier suivant l'exploration à réaliser : simple mesure des temps de conduction, provocation de troubles du rythme ou ablation.
Il s'agit d'un examen invasif nécessitant l'introduction d'une ou plusieurs sondes par voie veineuse jusqu'au cœur.

### Avant l'examen
Pour un examen simple, le patient n'a pas besoin d'être à jeun et la durée d'examen n'excède pas une heure. Dans tous les autres cas, le jeûne est nécessaire.
L'examen doit être expliqué au patient auparavant, avec suivant les pays, la signature d'un consentement éclairé.
Une hospitalisation est nécessaire mais peut être de courte durée en cas d'examen simple avec résultats normaux (hospitalisation de jour).
Le lieu de ponction le plus usuel étant la veine fémorale au niveau du pli de l'aine, un rasage soigneux de cette région est fait.

### L'examen proprement dit
Il nécessite, outre le médecin dit "électrophysiologiste" qui manipule les sondes, une seconde personne à la console d'électrophysiologie, voire une troisième personne à la scopie ou en surveillance.
Le patient est allongé nu sur la table de scopie. La région de l'aine est désinfectée par un antiseptique et un champ opératoire stérile est mis en place. Un électrocardiogramme est mis en place et branché sur la console d'électrophysiologie. Le médecin est revêtu d'une tenue stérile de bloc opératoire (casaque, bavette, gants stériles, chapeau) au-dessus d'un tablier de plomb (protection contre le rayonnement ionisant de la scopie).
Une anesthésie locale de la région est faite. Un ou plusieurs désilets sont mis en place dans la veine fémorale par méthode de Seldinger (ponction de la veine, puis introduction d'un guide métallique permettant la mise en place du désilet). Une ou plusieurs sondes sont alors montées et positionnées dans les différentes structures cardiaques à étudier. La mise en place des sondes est contrôlée par la scopie (rayons X) et le signal électrique recueilli à leur extrémité. L'enregistrement de ce dernier constitue le temps essentiel de l'examen. Il peut être fait de manière spontanée, après stimulation électrique ou après injection de médicaments.
À la fin de l'examen, les sondes et désilets sont retirés et une brève compression sur le point de ponction permet d'arrêter tout saignement. Le patient peut manger de suite et peut plier la jambe une à deux heures plus tard.

## Indications et résultats
Plusieurs paramètres peuvent être analysés :
- L'examen permet de mesurer les temps de conduction de l'influx électrique entre les différentes parties du cœur. La mesure du HV, délai entre la dépolarisation du faisceau de His et celle des ventricules, permet, en particulier, de déterminer la gravité potentielle d'un bloc auriculo-ventriculaire. Si ce HV est augmenté de manière significative, on parle alors d'un bloc infra-hissien, potentiellement grave, car susceptible de provoquer des syncopes et justifiant alors la pose d'un stimulateur cardiaque. Cette mesure peut être sensibilisée par l'injection d'ajmaline[7]. Toutefois, la sensibilité de ce paramètre reste faible[8].
- La stimulation de l'oreillette à une fréquence croissante permet de déterminer le point de Weckenbach antérograde, normalement proche de la fréquence maximale théorique (220-âge du patient). La valeur de ce point (exprimé en termes de fréquence, battements par minute, ou de période en millisecondes) est un indice de bon fonctionnement du nœud auriculo-ventriculaire.
- La stimulation auriculaire à une fréquence fixée, arrêtée brutalement, peut être suivie d'une pause, appelée temps de récupération sinusal, qui, si elle est prolongée, est un indice de dysfonction du nœud sinusal[9].
- La stimulation ventriculaire droite programmée permet de tester la susceptibilité des ventricules aux extrasystoles et d'évaluer le risque de passage en tachycardie ventriculaire. Cette stimulation consiste à imposer une ou plusieurs impulsions électriques avec des couplages (délai entre deux de ces dernières) de plus en plus courts, jusqu'à la provocation d'un trouble du rythme. La positivité de ce test est un indice de risque de mortalité augmenté en l'absence de traitement[10]. Par contre, la provocation d'une fibrillation ventriculaire (et non d'une tachycardie ventriculaire) n'a pas de signification[11].

D'autres tests permettent de vérifier l'existence de voies de conduction anormales pouvant expliquer un flutter auriculaire, une tachycardie supra-ventriculaire, un syndrome de Wolff-Parkinson-White…

## Incidents et complications
Il n'y a, en pratique, aucune injection de produit de contraste iodé et, habituellement, pas de ponction artérielle. Outre les contre-indications liées à l'utilisation des rayonnements ionisants, cet examen n'a donc ni les contre-indications ni les complications d'un examen tel qu'une coronarographie.
Les complications les plus fréquentes sont la provocation de troubles du rythme cardiaque, en règle rapidement résolutif, mais pouvant nécessiter un choc électrique externe immédiat dans certains cas. Les complications au point de ponction sont rares et les perforations du muscle cardiaque exceptionnelles.

## L'électrophysiologie thérapeutique
Également appelée électrophysiologie interventionnelle ou procédure d'ablation, elle consiste à créer une mini lésion sur une voie de conduction par chauffage ponctuel à l'aide d'une sonde spéciale reliée à un boîtier émetteur de radio-fréquence.
Différents troubles du rythme peuvent être ainsi traités et, souvent, guéris :
- le flutter auriculaire par destruction de la voie de réentrée située entre la veine cave inférieure et la valve tricuspide (joignant l'oreillette droite et le ventricule droit) ;
- le syndrome de Wolff-Parkinson-White par destruction de la voie accessoire responsable de cette maladie ;
- la fibrillation auriculaire par isolement électrique des veines pulmonaires à leur abouchement dans l'oreillette gauche ;
- la maladie de Bouveret par destruction de la voie de réentrée située à proximité du nœud auriculo-ventriculaire (tachycardie, dite par réentrée intra nodale) ;

la localisation de la lésion peut être déterminé sur des critères radioscopiques ou électriques. Elle peut être aidée par une cartographie tridimensionnelle des cavités cardiaques, faite durant la procédure.